# Liste der Kulturdenkmale in Berßel
In der Liste der Kulturdenkmale in Berßel sind alle Kulturdenkmale in Berßel, einem Ortsteil der Gemeinde Osterwieck (Landkreis Harz), aufgelistet. Grundlage ist das Denkmalverzeichnis des Landes Sachsen-Anhalt, das auf Basis des Denkmalschutzgesetzes des Landes Sachsen-Anhalt vom 21. Oktober 1991 durch das Landesamt für Denkmalpflege und Archäologie Sachsen-Anhalt erstellt und seither laufend ergänzt wurde (Stand: 31. Dezember 2021). 
Zurück zur Hauptliste

## Kulturdenkmale
| Lage                              | Bezeichnung               | Beschreibung                                                                             | Erfassungs- nummer | Ausweisungsart               | Bild                 |
| --------------------------------- | ------------------------- | ---------------------------------------------------------------------------------------- | ------------------ | ---------------------------- | -------------------- |
| Damm 12 (Karte)                   | Backhaus                  |                                                                                          | 094 02083          | Baudenkmal                   | Weitere Bilder       |
| Damm 29 (Karte)                   | Mühle                     |                                                                                          | 094 02092          | Baudenkmal                   | Mühle                |
| Deersheimer Straße 79 (Karte)     | Ehemaliges Forsthaus      |                                                                                          | 094 50009          | Baudenkmal                   | Ehemaliges Forsthaus |
| Eiserne Straße 62 (Karte)         | Scheune                   |                                                                                          | 094 02086          | Baudenkmal                   | Weitere Bilder       |
| Eiserne Straße 70 (Karte)         | Bauernhaus                |                                                                                          | 094 02087          | Baudenkmal                   | Weitere Bilder       |
| Kantorwinkel 87 (Karte)           | Pfarrhof                  | Altes Pfarrhaus                                                                          | 094 02085          | Baudenkmal                   | Weitere Bilder       |
| Kuhplatz 19 (Karte)               | Ehemaliges Hirtenhaus     |                                                                                          | 094 02091          | Baudenkmal                   | Weitere Bilder       |
| Kreuerplatz 44 (Karte)            | Ehemaliger Gasthof        | zwischen Kreuerplatz und Damm                                                            | 094 02090          | Baudenkmal                   | Ehemaliger Gasthof   |
| Lange Straße (Karte)              | Kirche St. Peter und Paul |                                                                                          | 094 02702          | Baudenkmal                   | Weitere Bilder       |
| Lange Straße 126a (Karte)         | Mühle                     |                                                                                          | 094 02092          | Baudenkmal                   | Weitere Bilder       |
| Wasserlebener Straße 1 (Karte)    | Rittergut                 | Oberhof – kleiner Hof – Mittelhof                                                        | 094 02867          | Baudenkmal                   | Weitere Bilder       |
| Schloß (Karte)                    | Park                      | Park mit Obertägig sichtbarer Struktur eines Bodendenkmals: Burghügel (?) „Manassehügel“ | 094 02867 001      | Teilobjekt eines Baudenkmals | Weitere Bilder       |
| Wasserlebener Straße 100 (Karte)  | Bauernhaus                |                                                                                          | 094 02089          | Baudenkmal                   | Weitere Bilder       |
| Wasserlebener Straße 14 b (Karte) | Bauernhaus                |                                                                                          | 094 02082          | Baudenkmal                   | Weitere Bilder       |
| Wasserlebener Straße 96 (Karte)   | Bauernhof                 |                                                                                          | 094 02094          | Baudenkmal                   | Weitere Bilder       |
| Zillyer Straße 77 (Karte)         | Bauernhaus                | sehr verfallen, vermutlich baldiger Abriss                                               | 094 02088          | Baudenkmal                   | Weitere Bilder       |

## Ehemalige Kulturdenkmale
Die nachfolgenden Objekte waren ursprünglich ebenfalls denkmalgeschützt oder wurden in der Literatur als Kulturdenkmale geführt. Die Denkmale bestehen heute jedoch nicht mehr, ihre Unterschutzstellung wurde aufgehoben oder sie werden nicht mehr als Denkmale betrachtet. Mitunter sind Einzelobjekte aber noch immer Bestandteil eines geschützten Denkmalbereichs.
| Lage       | Bezeichnung | Beschreibung | Erfassungs- nummer | Ausweisungsart | Bild |
| ---------- | ----------- | ------------ | ------------------ | -------------- | ---- |
| Winkel 40a | Wohnhaus    | Gärtnerhaus  | 094 50289          |                |      |

- siehe auch: Liste der Kulturdenkmale in Osterwieck

## Legende
In den Spalten befinden sich folgende Informationen:
- Lage: Nennt den Straßennamen und wenn vorhanden die Hausnummer des Kulturdenkmals. Die Grundsortierung der Liste erfolgt nach dieser Adresse. Der Link „Karte“ führt zu verschiedenen Kartendarstellungen und nennt die geographischen Koordinaten.
Link zu einem Kartenansichtstool, um Koordinaten zu setzen. In der Kartenansicht sind Baudenkmale ohne Koordinaten mit einem roten bzw. orangen Marker dargestellt und können in der Karte gesetzt werden. Baudenkmale ohne Bild sind mit einem blauen bzw. roten Marker gekennzeichnet, Baudenkmale mit Bild mit einem grünen bzw. orangen Marker.
- Offizielle Bezeichnung: Nennt den Namen, die Bezeichnung oder zumindest die Art des Kulturdenkmals und verlinkt, soweit vorhanden, auf den Artikel zum Objekt.
- Beschreibung: Nennt bauliche und geschichtliche Einzelheiten des Kulturdenkmals, vorzugsweise die Denkmaleigenschaften.
- Erfassungsnummer: Für jedes Kulturdenkmal wird in Sachsen-Anhalt eine 20stellige Erfassungsnummer vergeben. Die letzten zwölf Ziffern werden für die Untergliederung nach Teilobjekten genutzt und werden nur angegeben, soweit vergeben. In dieser Spalte kann sich folgendes Icon  befinden, dies führt zu Angaben zu diesem Baudenkmal bei Wikidata.
- Ausweisungsart: Die Einordnung des Denkmales nach § 2 Abs. 2 DenkmSchG LSA
- Bild: Ein Bild des Denkmales, und gegebenenfalls einen Link zu weiteren Fotos des Kulturdenkmals im Medienarchiv Wikimedia Commons. Wenn man auf das Kamerasymbol klickt, können Fotos zu Kulturdenkmalen aus dieser Liste hochgeladen werden: